# Alberto Burri

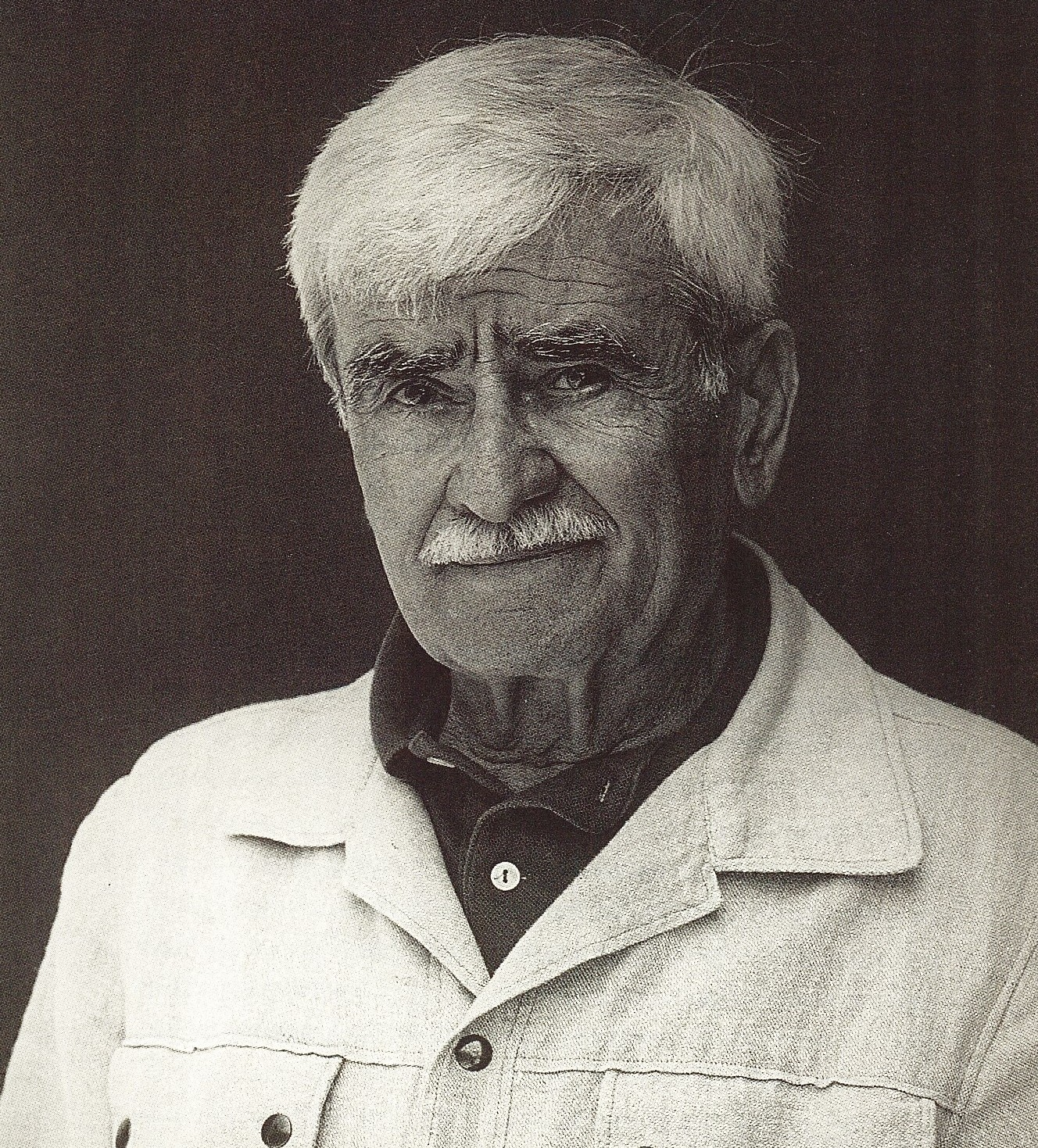
Alberto Burri, fotografiert von Nanda Lanfranco

Alberto Burri (* 12. März 1915 in Città di Castello; † 13. Februar 1995 in Nizza) war ein italienischer Künstler, der mit Materialbildern international bekannt wurde.

## Leben und Werk
Alberto Burri wurde 1915 in Città di Castello in Italien geboren. Er studierte zunächst Medizin und spezialisierte sich auf Tropenmedizin, da er die Absicht hatte, nach Afrika auszuwandern. Er promovierte im Jahr 1940 an der Universität Perugia. Während des Zweiten Weltkriegs arbeitete er als Arzt. Als Kriegsgefangener kam er in das Lager in Hereford (Texas), in dem er zum Zeitvertreib zu malen begann. Nach dem Ende des Kriegs und angesichts seiner Erlebnisse mit Verwundungen, Verletzten und Sterbenden gab er den Arztberuf auf und wurde Künstler.

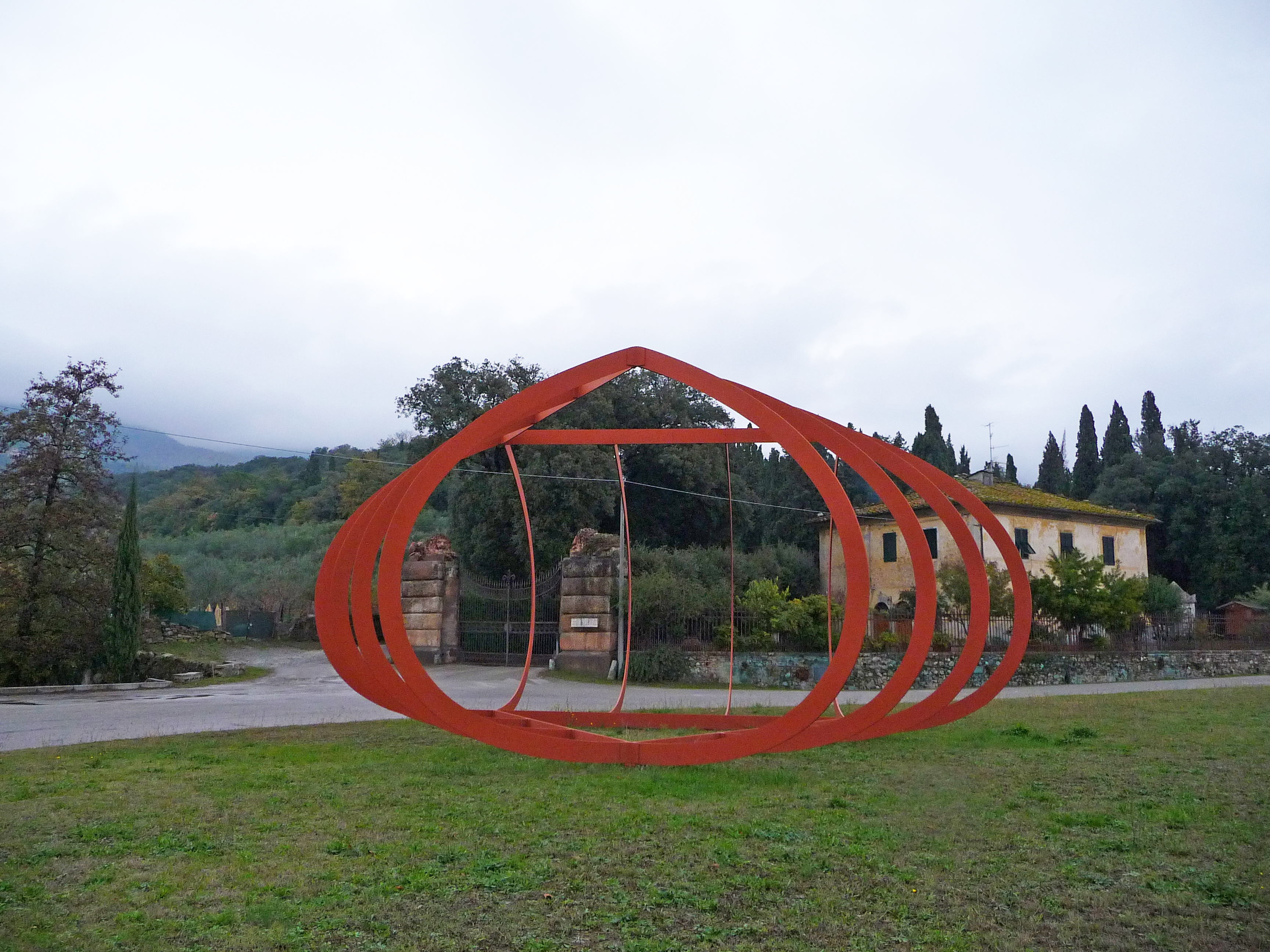
Grande Ferro Celle im Skulpturenpark Villa Celle

Die Themen seiner Kunst waren seine Kriegserlebnisse. Er verwendete Materialien, die dies widerspiegelten. Burri war berühmt für seine Collagen und Materialassemblagen aus Stoff- und Sackfetzen, rostigen Nägeln und angesengtem Holz. Er verwendete angeschmolzenes Plastik, verschweißten Kunststoff, Leinenfetzen und andere Materialien und fügte diese zu immer neuen Kompositionen zueinander. Seine Bilder und Collagen spiegelten subjektive Empfindungen wider und waren eine eigene Interpretation im Stil des Informel.
Alberto Burri lebte und arbeitete ab 1945 in Rom. Eine erste Einzelausstellung fand 1947 in der Galleria La Margherita in Rom statt. Im Jahre 1954 wurden seine Arbeiten im Solomon R. Guggenheim Museum in New York gezeigt, 1955 war er Teilnehmer der VII. Quadriennale von Rom. Seine Kunst fand nationale und internationale Anerkennung und wurde im In- und Ausland gezeigt. Burri nahm zwischen 1958 und 1995 siebenmal an der Biennale von Venedig und dreimal an der documenta in Kassel teil. 1973 wurde er mit einem Antonio-Feltrinelli-Preis ausgezeichnet. 1994 wurde er als auswärtiges Ehrenmitglied in die American Academy of Arts and Letters gewählt.

Monument in Gibellina Vecchia

Alberto Burri schuf im Jahr 1981 über Gibellina Vecchia, den Ruinen des alten historischen Teils der italienischen Stadt Gibellina in Sizilien das Monument Cretto di Burri: Die Ruinen wurden unter einer dicken Schicht Beton begraben, der begehbare Einschnitte aufweist, um die alten Gassen mit ihrer Enge noch nachvollziehen zu können.
Alberto Burri starb im Alter von 79 Jahren am 13. Februar 1995 im südfranzösischen Nizza.

## Ausstellungen (Auswahl)
- 1947: Galleria La Margherita, Rom
- 1954: Solomon R. Guggenheim Museum, New York
- 1955: VII. Quadriennale Rom
- 1957: Carnegie Institute, Pittsburgh
- 1958: 29. Biennale von Venedig
- 1959: documenta II, Kassel
- 1960: 30. Biennale von Venedig
- 1964: documenta III, Kassel
- 1966: 33. Biennale von Venedig
- 1968: 34. Biennale von Venedig
- 1982: documenta 7, Kassel
- 1984: 41. Biennale von Venedig
- 1988: 43. Biennale von Venedig
- 1990: Galerie Salvatore Ala, New York
- 1991: Retrospektive Pinacoteca Nazionale di Bologna / Palazzo Pepoli Campogrande, Bologna; Castello di Rivoli, Turin; Mixografia Gallery, Los Angeles
- 1992: Galleria delle Arti, Città di Castello; Moderna Galerija, Ljubljana/Laibach
- 1993: Museo Internazionale della Ceramica, Faenza; Museo delle Genti d’Abruzzo, Pescara
- 1994: Solomon R. Guggenheim Museum, New York
- 1995: 46. Biennale von Venedig
- 1998: Alberto Burri, Museion, Bozen
- 2000: Against Nature, Sperone Westwater, New York
- 2001: Belvedere Italiano Centre for Contemporary Art Ujazdowski Castle, Warschau
- 2003: The Spirit of White, Galerie Beyeler, Basel / Alberto Burri, Fondazione Albizzini, Citta di Castello
- 2005: INFORMEL, Fondazione Cassa di Risparmio, Modena / Burri. Gli artisti e la materia, Scuderie del Quirinale, Rom / WAR IS OVER, Galleria d´Arte Moderna, Bergamo / Big Bang, Centre Georges Pompidou, Paris
- 2006: Italia Nova, Grand Palais, Paris / artparis 2006 Art Paris / Alberto Burri, Museo Reina Sofía, Madrid
- 2015: Alberto Burri. The Trauma of Painting, Solomon R. Guggenheim Museum, New York[2]
- 2016: Alberto Burri. Das Trauma der Malerei, Kunstsammlung NRW, Düsseldorf

## Werke in Museen
- Galleria d´Arte Moderna, Bologna
- Fondazione Albizzini, Città di Castello[3]
- Uffizien, Florenz
- Tate Gallery, London
- Tate Modern, London
- Solomon R. Guggenheim Museum, New York
- Centro Luigi Pecci, Prato
- Galleria Nazionale d’Arte Moderna, Rom
- MART Trento e Rovereto
- Museum of Contemporary Art, Skopje
- Les Abattoirs - Frac Midi-Pyrénées, Toulouse
- Pinakothek der Moderne - München
- Kunstsammlung NRW - Düsseldorf
- MAGI ’900, Pieve di Cento (Bologna)